# Verkehrsamt der Präfektur Tokio

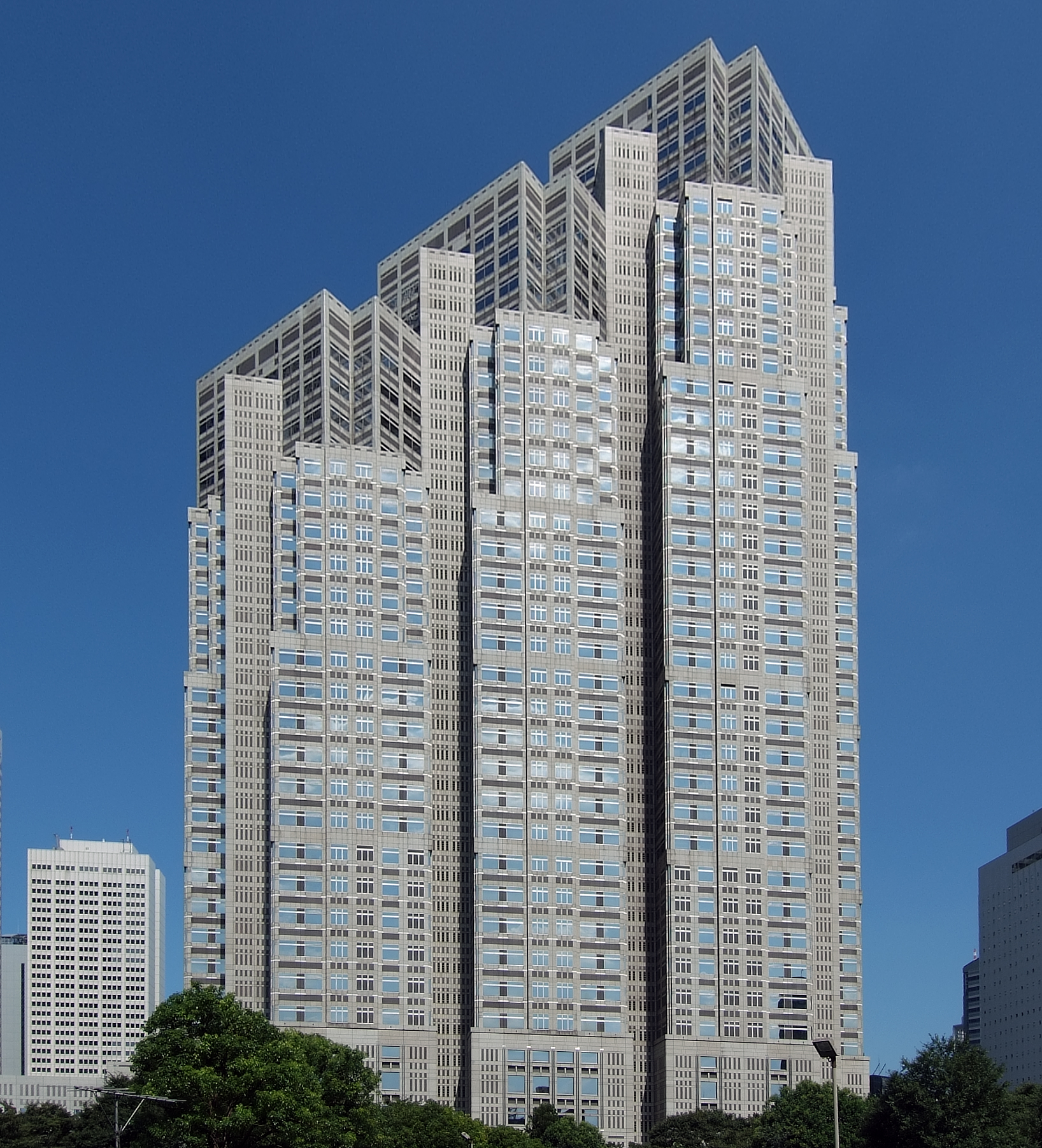
Der Hauptsitz des Verkehrsamts liegt im Hauptgebäude Nr. 2 der Präfekturverwaltung (Tōkyō-tochō daini honchōsha, engl. Tokyo Metropolitan Government Building No. 2) in Nishi-Shinjuku, Bezirk Shinjuku.

Das Verkehrsamt der Präfektur Tokio (jap. 東京都交通局, Tōkyō-to kōtsū-kyoku) mit Sitz in Shinjuku verwaltet öffentliche Verkehrsmittel in der japanischen Präfektur Tokio. Unter anderem ist es einer von zwei U-Bahn-Betreibern in Tokio. Diese U-Bahnen werden als Toei-Linien bezeichnet (都営, toei bedeutet: „von der Präfektur betrieben“). Die andere U-Bahngesellschaft ist die Tokyo Metro.
Das Verkehrsamt betreibt außerdem die Straßenbahn Toden Arakawa-Linie, die Einschienenbahn Ueno-Zoo, die Toei Buslinien, den Nippori-Toneri Liner und Wasserkraftwerke. Von 1952 bis 1968 betrieb sie mit der Toei Trolleybus auch Oberleitungsbusse, bis zur weitgehenden Abschaffung in den 1960er und 1970er Jahren außerdem das gesamte Toden-Straßenbahnnetz, dessen einziger verbliebener Rest seit 1972 die Arakawa-Linie ist.
Organisatorisch ist es Teil der Präfekturverwaltung Tokio – im Gegensatz zu Betrieben, die direkt einer Abteilung der Verwaltung unterstehen, als eines von drei öffentlichen Unternehmen eigenständig. Rechtliche Grundlage ist das chihō-kōei-kigyō-hō (地方公営企業法, etwa „Gesetz über regionale öffentliche Unternehmen“), das öffentliche Betriebe der Gebietskörperschaften (Präfekturen oder Gemeinden) reguliert. In vielen anderen Präfekturen werden im engeren Sinne öffentliche, also von Staat oder Gebietskörperschaften getragene Verkehrsmittel meist von den Gemeinden betrieben, in der Präfektur Nagasaki betreibt ebenfalls ein Verkehrsamt der Präfekturverwaltung Buslinien.
Im Fiskal- und Geschäftsjahr 2017 betrug der Umsatz rund 165 Mrd. Yen, davon rund 149 Mrd. bei der U-Bahn und 39 Mrd. bei den Bussen. Die Anzahl beförderter Fahrgäste lag auf das Jahr bei knapp 1,3 Mrd. (U-Bahn: 1 Mrd., Bus: 232 Mill., rund 50. Mill. in den anderen drei Verkehrsbereichen), das entspricht rund 3,5 Mill. Fahrgästen pro Tag; die Stromerzeugung ging auf 92 GWh zurück. Betriebsgewinne erwirtschafteten 2017 die U-Bahn (34 Mrd. Yen), und in geringem Umfang die Busse (0,8 Mrd. Yen nach drei Verlustjahren), die Monorail und die Stromerzeugung, der Nippori-Toneri Liner fährt regelmäßig, aber inzwischen rückläufig Verluste ein (2013: −1,3 Mrd. Yen; 2017: −0,43 Mrd. Yen). Die Zahl der Mitarbeiter lag zum 31. März 2018 bei 6.374.
Der Vorläufer des Verkehrsamtes der Präfektur Tokio, das „Elektrizitätsamt der Stadt Tokio“ (Tōkyō-shi denki-kyoku 東京市電気局), entstand 1911, als die Stadt Tokio die Aktiengesellschaft Tōkyō Tetsudō („Eisenbahn Tokio“) kaufte. Diese hatte 1882 als Tōkyō Basha Tetsudō („Pferdewageneisenbahn Tokio“) mit dem Betrieb zwischen Shimbashi und Nihombashi begonnen. Die Übernahme markierte den Anfang des städtischen Straßenbahnnetzes (Shiden) in Tokio; zum Unternehmen gehörte auch ein Stromversorgungsnetz und drei Verbrennungskraftwerke. Nach dem Großen Kantō-Erdbeben 1923 betrieb das denki-kyoku ab 1924 auch städtische Busse. 1942 wurden im Pazifikkrieg acht Bus- und Straßenbahnunternehmen verstaatlicht und fielen an die Stadt. Im gleichen Jahr wurde das Stromgeschäft im Zuge der Zentralisierung der Stromversorgung auf Grundlage des Nationalen Mobilmachungsgesetzes an die Kantō Haiden übertragen – es wurde in der Nachkriegszeit Teil der Tōkyō Denryoku. Seit 1943 besteht das Verkehrsamt unter heutigem Namen, als es bei der Auflösung der eigenständigen Stadtverwaltung Teil der neuen Präfekturverwaltung wurde. Beim Großen Luftangriff auf Tokio (Tōkyō Daikūshū) am 10. März 1945 verzeichnete das Verkehrsamt schwere Schäden. Im Wiederaufbau kamen neue Verkehrsmittel hinzu: 1952 der Trolleybus, 1954 Reisebusse mit Reservierung, 1957 die Monorail, 1960 die U-Bahn. Mehrere nicht direkt zum Betrieb gehörende Geschäfte wurden inzwischen in privatrechtlichen Unternehmen ausgegliedert, z. B. der U-Bahn-Bau 1988. Der erneute Einstieg in die Stromerzeugung geht auf einen Beschluss des Präfekturparlaments aus dem Jahr 1954 zurück. Danach begann das Verkehrsamt 1955 mit dem Bau des „Kraftwerks Tamagawa Nr. 1“ (Tamagawa daiichi hatsudensho) am Okutama-See, später folgten die Kraftwerke Shiromaru und Tamagawa Nr. 3.